# Enopla
Classe
Classification phylogénétique
- bilatériens
  - protostomiens
    - lophotrochozoaires
      - eutrochozoaires
        - syndermates
          - rotifères
          - acanthocéphales
          - cycliophores ?

        - spiraliens
          - entoproctes
          - parenchymiens
            - plathelminthes
            - némertes

          - mollusques
          - siponcles
          - annélides

      - lophophorata

    - chaetognathes ?
    - cuticulates

  - mésozoaires ?
  - deutérostomiens
    - échinodermes
    - pharyngotrèmes

Enopla est une classe de vers aquatiques de l'embranchement des Nemertea (vers pourvus d'un probiscis dévaginable). 

## Systématique
- Classe Enopla Schultze, 1851
  - Ordre Bdellonemertea
    - Famille Malacobdellidae (Malacobdella)

  - Ordre Hoplonemertea (Hubrecht, 1879)
    - Sous-ordre Monostilifera
      - Famille Amphiporidae
        - Aegialonemertes (Gibson, 1990), Africanemertes, Alaonemertes, Ammonemertes (Gibson, 1990), Amphiporella, Amphiporus (Ehrenberg, 1831), Arctonemertes, Austroprostoma, Communoporus, Correanemertes, Crybelonemertes (Sunberg & Gibson, 1995), Dananemertes, Duosnemertes, Gurjanovella, Intestinonemertes, Itanemertes, Paramphiporus, Poikilonemertes, Poseidonemertes (Kirsteuer, 1967), Proneurotes, Tagonemertes, Zygonemertes (Burger, 1895)

      - Ototyphlonemertidae ; Plectonemertidae ; Prosorhochmidae
      - Famille Carcinonemertidae
        - Alaxinus, Carcinonemertes (Coe, 1902), Ovicides - Pseudocarcinonemertes

      - Famille Cratenemertidae
        - Achoronemertes, Cratenemertes (Friedrich, 1955), Korotkevitschia (Korotkevich, 1961), Nipponemertes (Friedrich, 1968), Validivianemertes (Grube, 1840)

      - Famille Emplectonematidae
        - Aenigmanemertes (Sunberg & Gibson, 1995), Atyponemertes, Coenemertes, Digononemertes (Gibson, 1990), Emplectonema, Eonemertes (Gibson, 1990), Halimanemertes (Gibson, 1990), Ischyronemertes (Gibson, 1990), Nemertes, Nemertopsella, Nemertopsis, Paranemertes, Paranemertopsis (Gibson, 1990), Poikilonemertes (Stiasny-Wijnhoff, 1942), Tetranemertes (Chernuishev, 1992)

      - Famille Ototyphlonemertidae
        - Otonemertes, Ototyphlonemertes

      - Famille Plectonemertidae
        - Acteonemertes, Antiponemertes, Argononemertes (Moore & Gibson, 1981), Campbellonemertes, Katechonemertes, Leptonemertes, Plectonemertes, Potamonemertes (Moore & Gibson, 1973)

      - Famille Prosorhochmidae
        - Antarctonemertes (Friedrich, 1955), Divanella, Friedrichia (Kirsteuer, 1965), Geonemertes, Gononemertes (Bergendal, 1900), Obuergia, Oerstedia, Oerstediella, Pantinonemertes (Moore & Gibson, 1981), Pheroneonemertes (Gibson, 1990), Paroerstedia, Prosadenoporus, Prosorhochmus

      - Famille Tetrastemmatidae
        - Algonemertes, Amphinemertes, Arenonemertes, Nemertellina, Prostoma (Dugès, 1828), Prostomatella, Prostomiopsis, Sacconemertella, Sacconemertes, Sacconemertopsis, Tetrastemma (Ehrenberg, 1828)

    - Sous-ordre Polystilifera
      - Sous-tribu Archipelagica
        - famille Armaueriidae
          - Armaueria, Mesarmaueria, Proarmaueria

        - familles Balaenanemertidae (Balaenanemertes) ; Buergeriellidae (Buergeriella) ; Nectonemertidae (Nectonemertes)
        - famille Pelagonemertidae
          - Cuneonemertes, Gelanemertes, Nannonemertes, Natonemertes, Obnemertes, Parabalaenanemertes, Pelagonemertes, Probalaenanemertes

      - Sous-tribu Eupelagica
        - familles Chuniellidae (Chuniella) ; Pachynemertidae (Pachynemertes) ; Phallonemertidae (Phallonemertes)
        - famille Dinonemertidae
          - Dinonemertes, Paradinonemertes, Planonemertes, Plionemertes

        - famille Planktonemertidae
          - Crassonemertes, Mergonemertes, Mononemertes, Neuronemertes, Planktonemertes

        - famille Protopelagonemertidae
          - Calonemertes, Pendonemertes, Plotonemertes, Protopelagonemertes

      - Sous-tribu Archireptantia : famille Siboganemertidae (Siboganemertes)
      - Sous-tribu Eureptantia
        - Section Aequifurcata
          - Familles Drepanogigantidae (Drepanogigas) ; Drepanophoringiidae (Drepanophoringia) ; Uniporidae (Uniporus)
          - Famille Drepanophorellidae
            - Drepanophorella, Drepanophoresta, Drepanophoria

          - Famille Paradrepanophoridae
            - Hubrechtonemertes, Paradrepanophorus

        - Section Inaequifurcata
          - Familles Brinkmanniidae (Brinkmannia) ; Coellidae (Coella) ; Drepanobandidae (Drepanobanda)
          - Famille Drepanophoridae
            - Curranemertes, Drepanophorina, Drepanophorus, Kameginemertes, Polyschista, Punnettia (Stiasny-wijnhoff, 1926), Urichonemertes (Gibson, 1983), Wijnhoffella, Xenonemertes (Gibson, 1983)

Selon World Register of Marine Species (11 janvier 2015) :
- sous-classe Hoplonemertea
  - ordre Monostilifera
    - sous-ordre Cratenemertea
      - famille Cratenemertidae Friedrich, 1968

    - sous-ordre Eumonostilifera
      - famille Acteonemertidae Chernyshev, 2005
      - famille Amphiporidae
      - famille Carcinonemertidae Coe, 1902
      - famille Emplectonematidae
      - famille Fasciculonemertidae
      - famille Malacobdellidae Blanchard, 1847
      - famille Oerstediidae
      - famille Ototyphlonemertidae
      - famille Plectonemertidae
      - famille Prosorhochmidae
      - famille Tetrastemmatidae

    - genre Atrionemertes Senz, 1993
    - genre Verrillianemertes Senz, 2001

  - ordre Polystilifera
    - sous-ordre Pelagica
    - famille Armaueriidae
    - famille Balaenanemertidae
    - famille Buergeriellidae
    - famille Chuniellidae
    - famille Dinonemertidae
    - famille Nectonemertidae
    - famille Pachynemertidae
    - famille Pelagonemertidae
    - famille Phallonemertidae
    - famille Planktonemertidae
    - famille Protopelagonemertidae
    - sous-ordre Reptantia
    - famille Brinkmanniidae
    - famille Coellidae
    - famille Drepanobandidae
    - famille Drepanogigantidae
    - famille Drepanophorellidae
    - famille Drepanophoridae
    - famille Drepanophoringiidae
    - famille Paradrepanophoridae
    - famille Siboganemertidae
    - famille Uniporidae

  - Hoplonemertea incertae sedis
  - genre Acrostomum Oersted, 1843

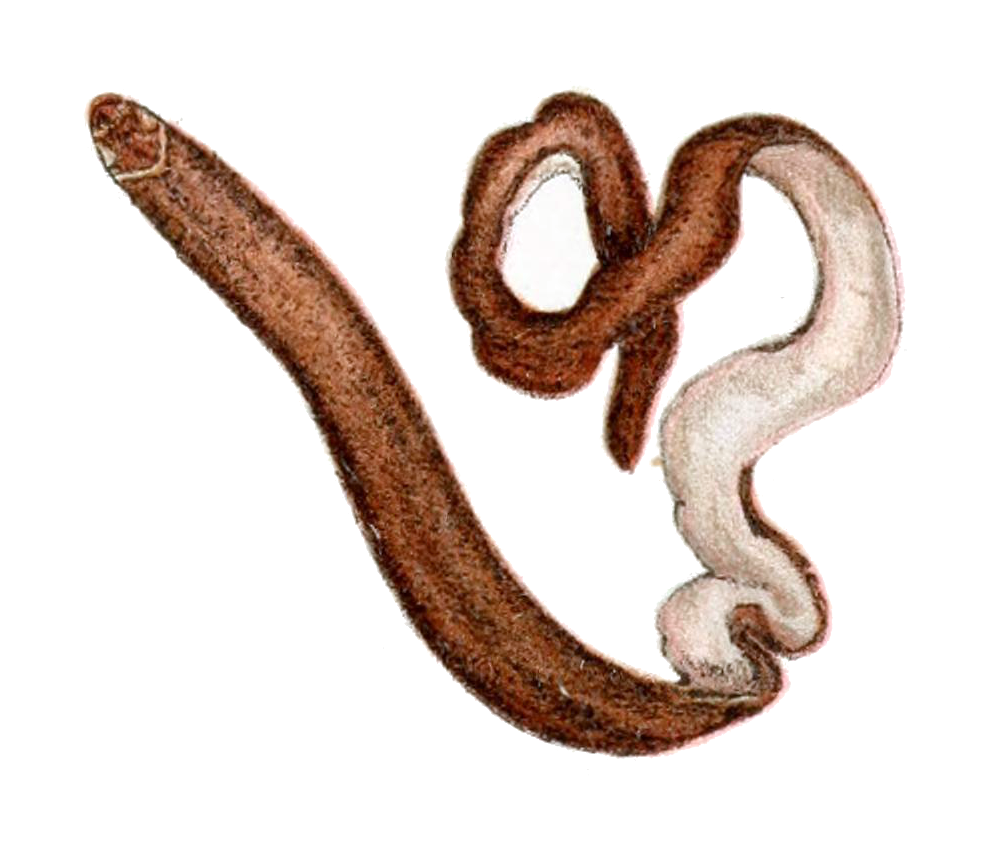
Amphiporus angulatus, un Amphiporidae
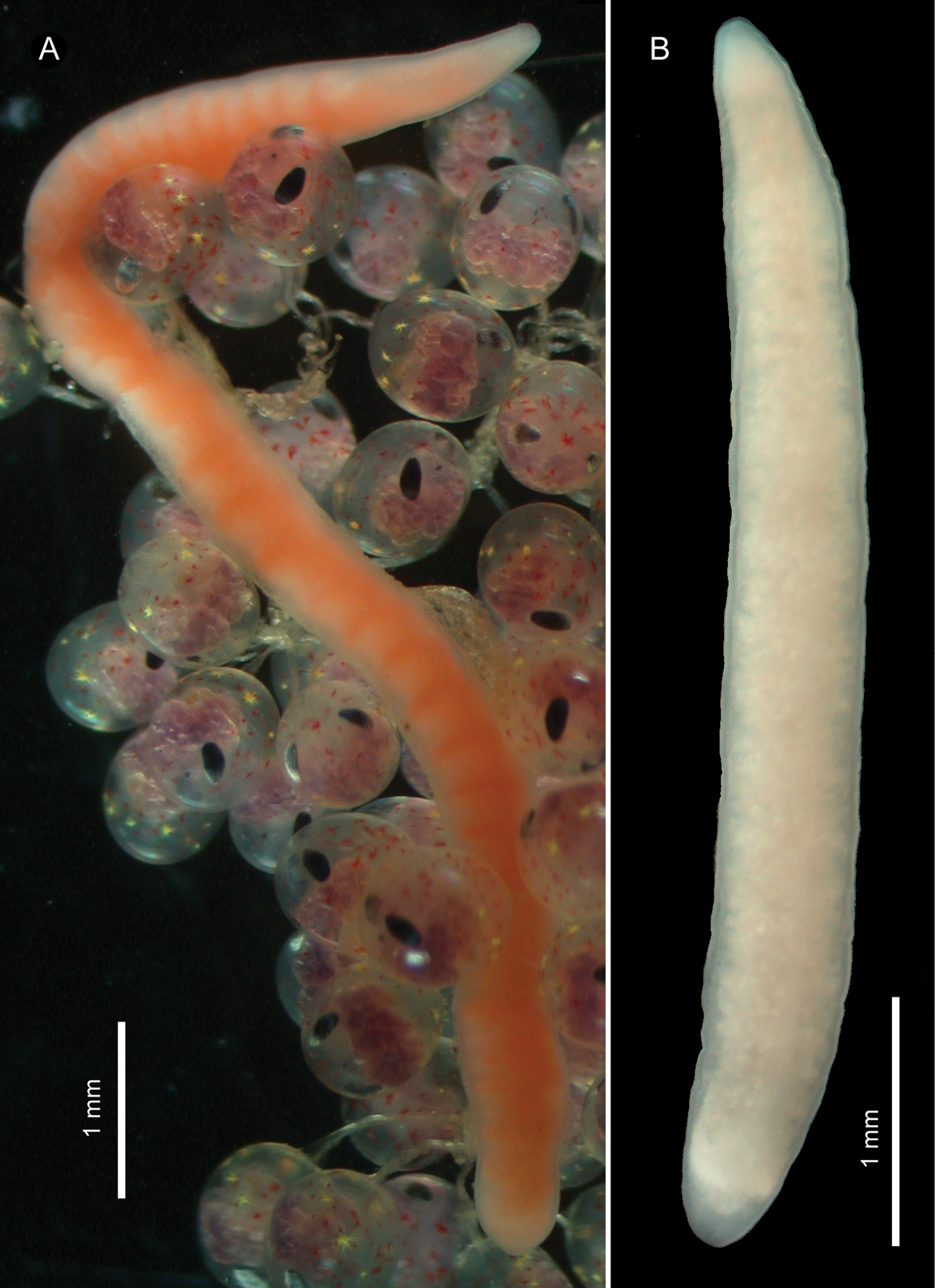
Ovicides paralithodis, un Carcinonemertidae
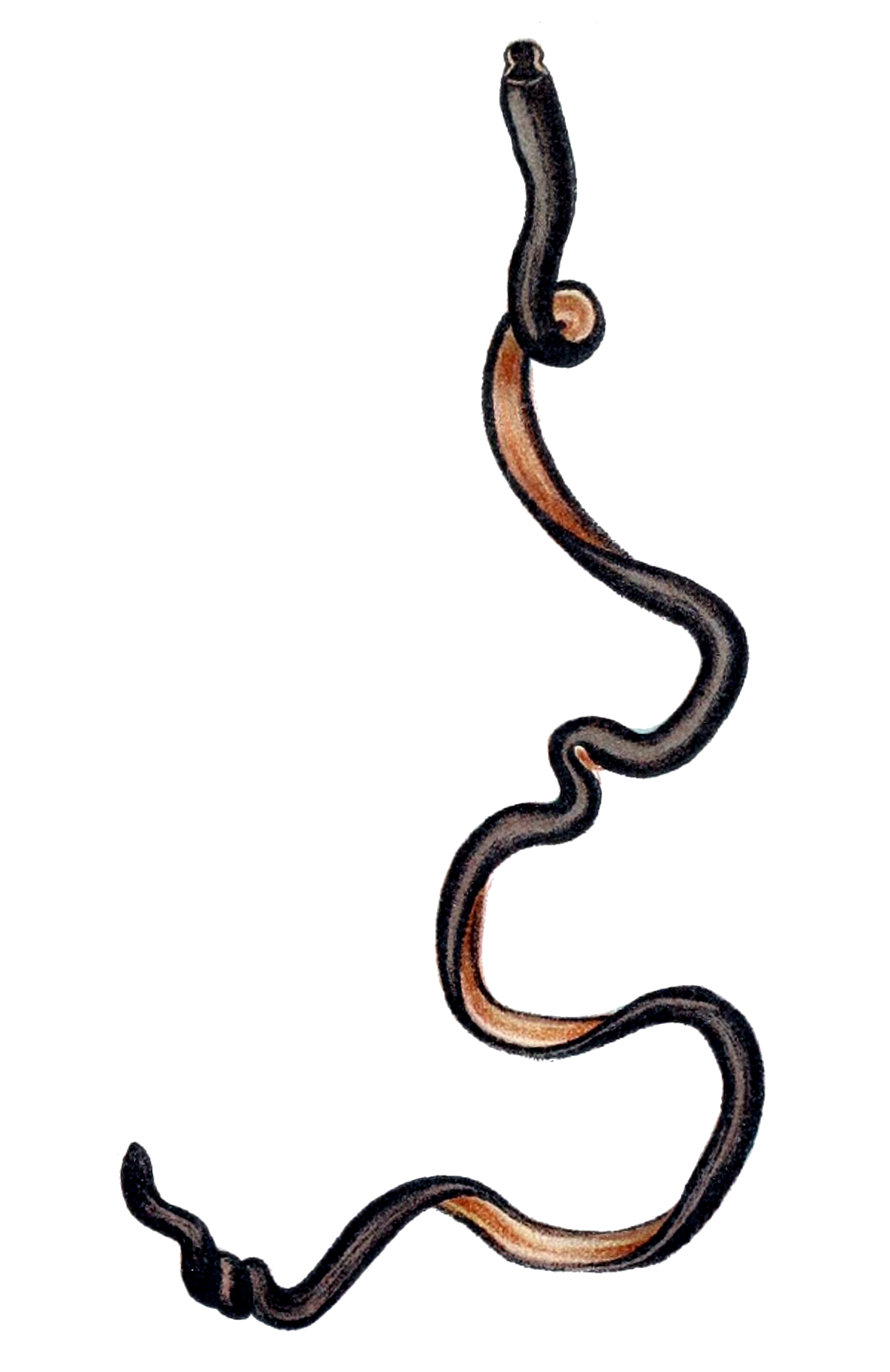
Paranemertes peregrina, un Emplectonematidae
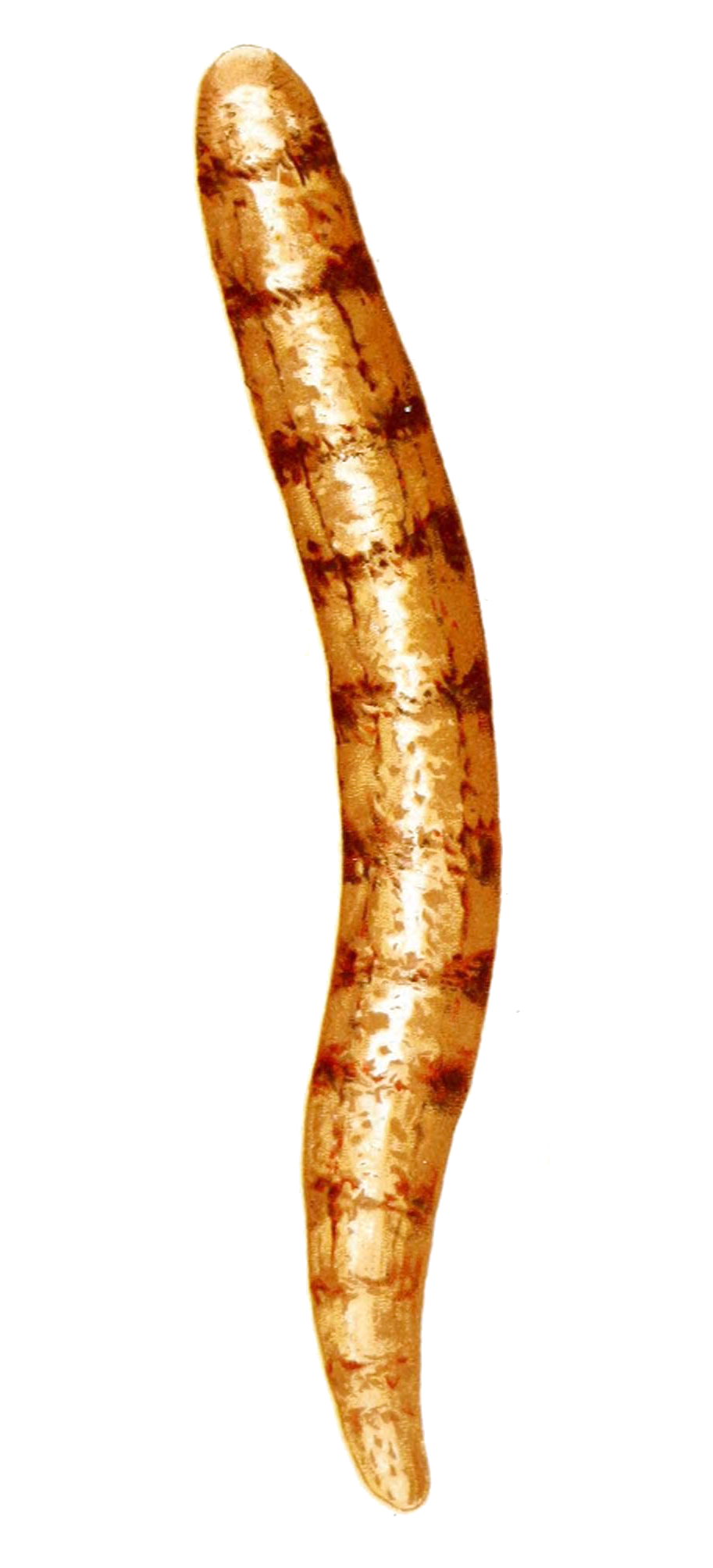
Oerstedia dorsalis, un Oerstediidae
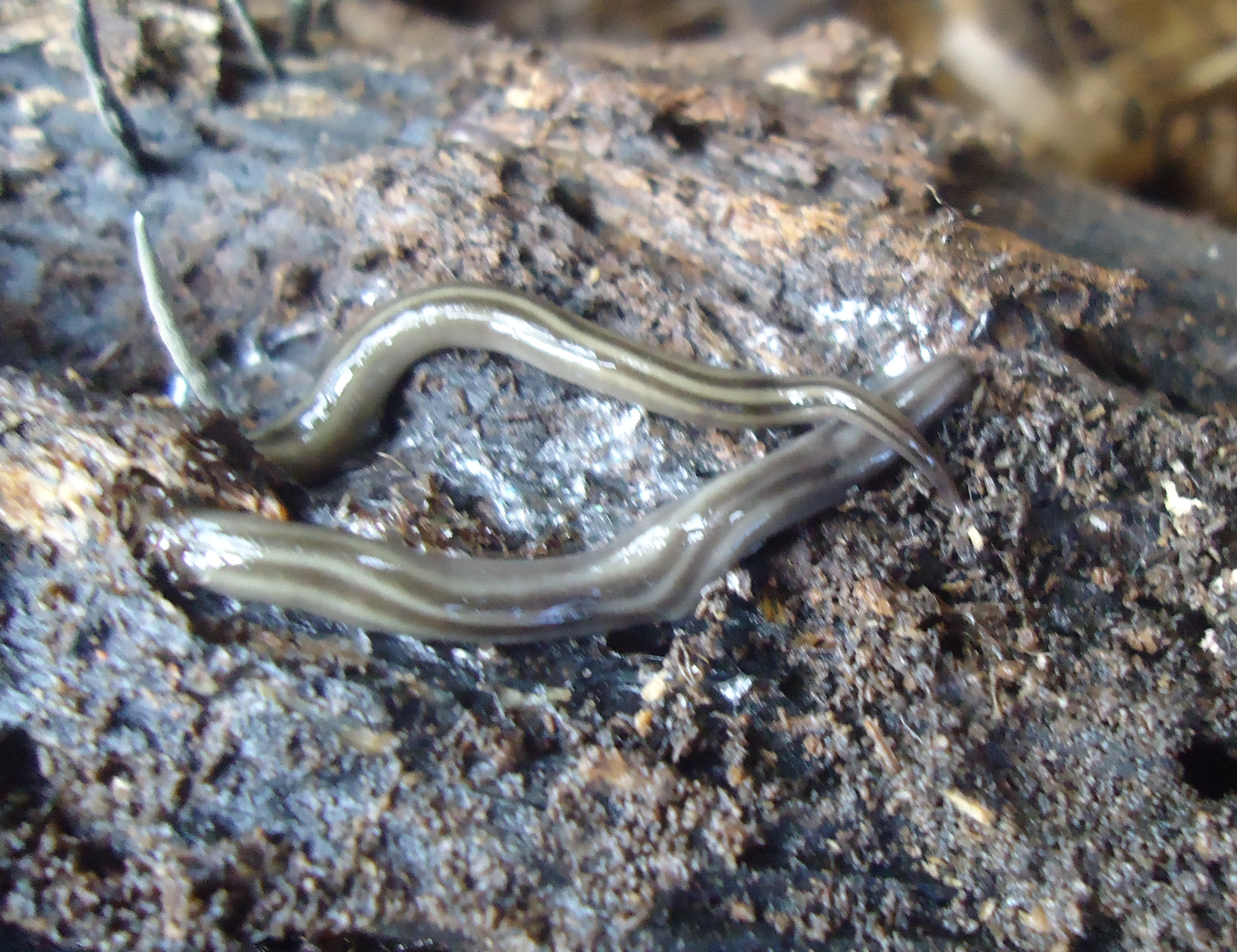
Geonemertes sp., un Prosorhochmidae
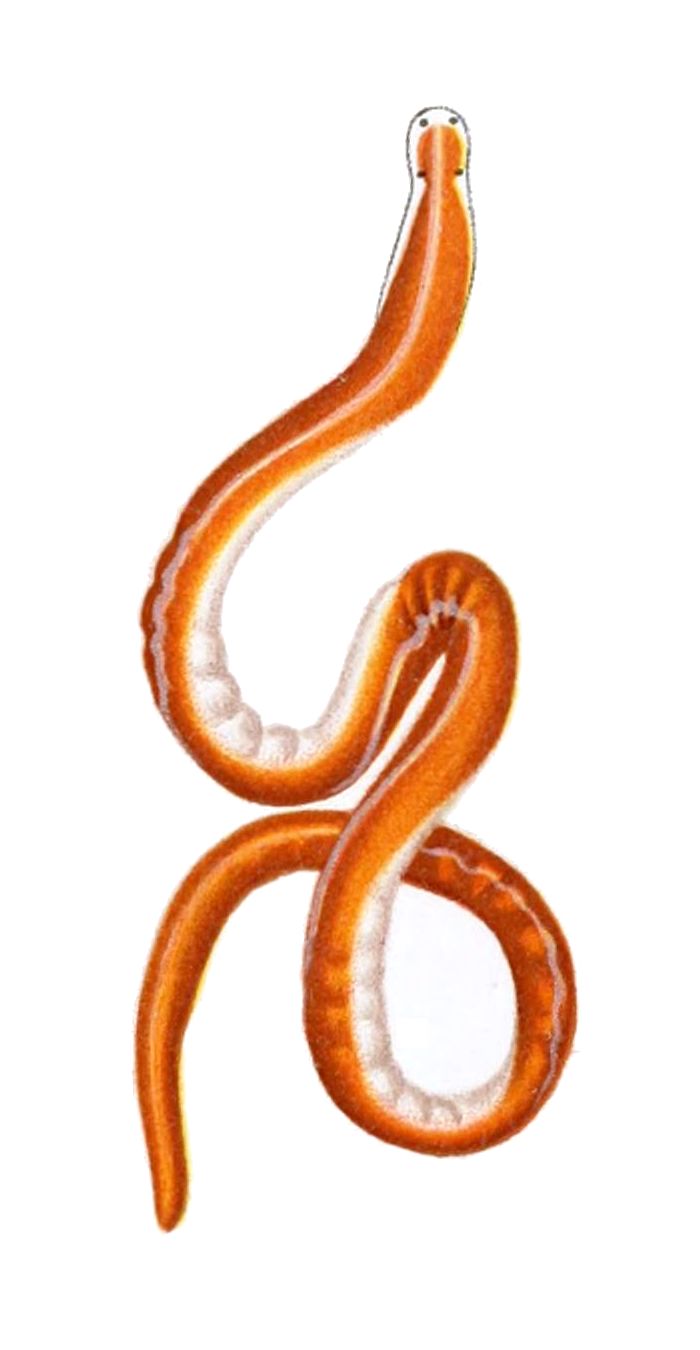
Tetrastemma bicolor, un Tetrastemmatidae
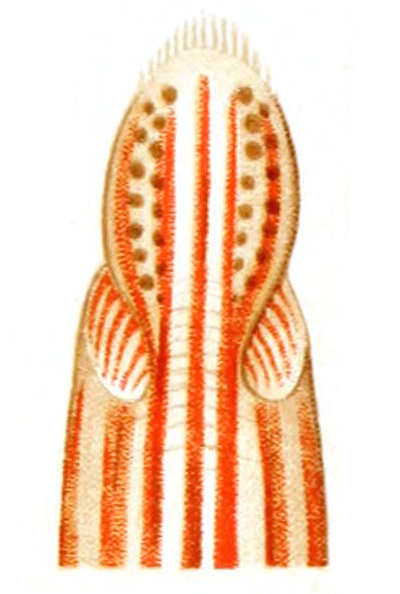
Brinkmannia mediterranea, un Brinkmanniidae